# Walter Ernst Glosze
Walter Ernst Glosze (ur. 2 marca 1908, zm. ?) – zbrodniarz hitlerowski, członek załogi niemieckiego obozu koncentracyjnego Mauthausen-Gusen i SS-Rottenführer.
Od sierpnia 1944 do kwietnia 1945 pełnił służbę jako Blockführer w Gusen II, podobozie KL Mauthausen. Kierował między innymi blokiem 5. Glosze na każdym kroku maltretował podległych mu więźniów za najlżejsze nawet przewinienia. Kilku z nich zakatował na śmierć. Innych trwale okaleczył, wykonując na nich chociażby karę kijów lub bijąc ich pałką.
Glosze został skazany w procesie załogi Mauthausen-Gusen (US vs. Hans Böhn i inni) na karę śmierci przez powieszenie przez amerykański Trybunał Wojskowy w Dachau. Wyrok zamieniono w wyniku rewizji na dożywotnie pozbawienie wolności.